# ブルーノ・マリ
ブルーノ・マリ（英：Bruno Magli）は、イタリアの靴及び革製品のブランド。

## 概要
1936年、マリーノ、マリア、ブルーノ三兄弟によってボローニャで創業。
上質な素材と卓越した職人のハンドメイドによるブルーノマリの靴には、王室やセレブの顧客も多い。
2015年、投資会社マーキーズブランズ（Marquee Brands）によって買収された。マーキーズブランズの親会社はニューバーガー・バーマン。